# Gustaf Olofsson (Stenbock, äldre ätten)
Gustaf Olofsson (Stenbock, äldre ätten), död under 1490-talet (före 1493), var en svensk riddare, riksråd och politiker under Kalmarunionens tid. Med honom utslocknade den äldre Stenbocksätten.

## Biografi
Gustaf Olofsson (Stenbock, äldre ätten) var son till riksrådet och häradshövdingen Olof Jönsson (Stenbock, äldre ätten) i Sunnerbo härad och Sestrid Knutsdotter (Barun). Han nämns första gången 1441  och blev mellan 28 mars 1448 och 17 mars 1450 riddare.
Han var hövitsman på Älvsborg vid striderna mellan Karl Knutsson och Kristian I 1452. Han fick Sunnerbo härad i förläning av Kristian, men under Sten Sture den äldres tid stod han på dennes sida.

### Familj
Gustaf Olofsson gifte sig mellan 1445–1448 med Ingrid Bengtsdotter (Vinstorpaätten), dotter till riksrådet Bengt Uddsson (Vinstorpaätten). och Kristina Staffansdotter (Ulv). Ingrid Bengtsdotter var änka efter riddaren Tomas Bengtsson (Pipa).
Han gifte sig andra gången 2 juni 1488 med Anna Turesdotter (Bielke), dotter till riddaren, riksrådet och lagmannen Ture Turesson (Bielke) i Ölands lagsaga och Ingegärd Kyrningsdotter.
Gustaf Olofsson fick barnen en dotter och Anna Gustavsdotter som var gift med riddaren Ficke Gustavsson (Ängaätten) och riksrådet, häradshövdingen Arvid Knutsson (Sparre över stjärna).
Anna Gustavsdotter och Arvid Knutssons son Olof upptog sin på manssidan utgångna mödernesläkts vapen och blev stamfader för den yngre Stenbocksätten.